# Komirić
Komirić (Servisch: Комирић) is een plaats in de Servische gemeente Osečina. De plaats telt 954 inwoners (2002).

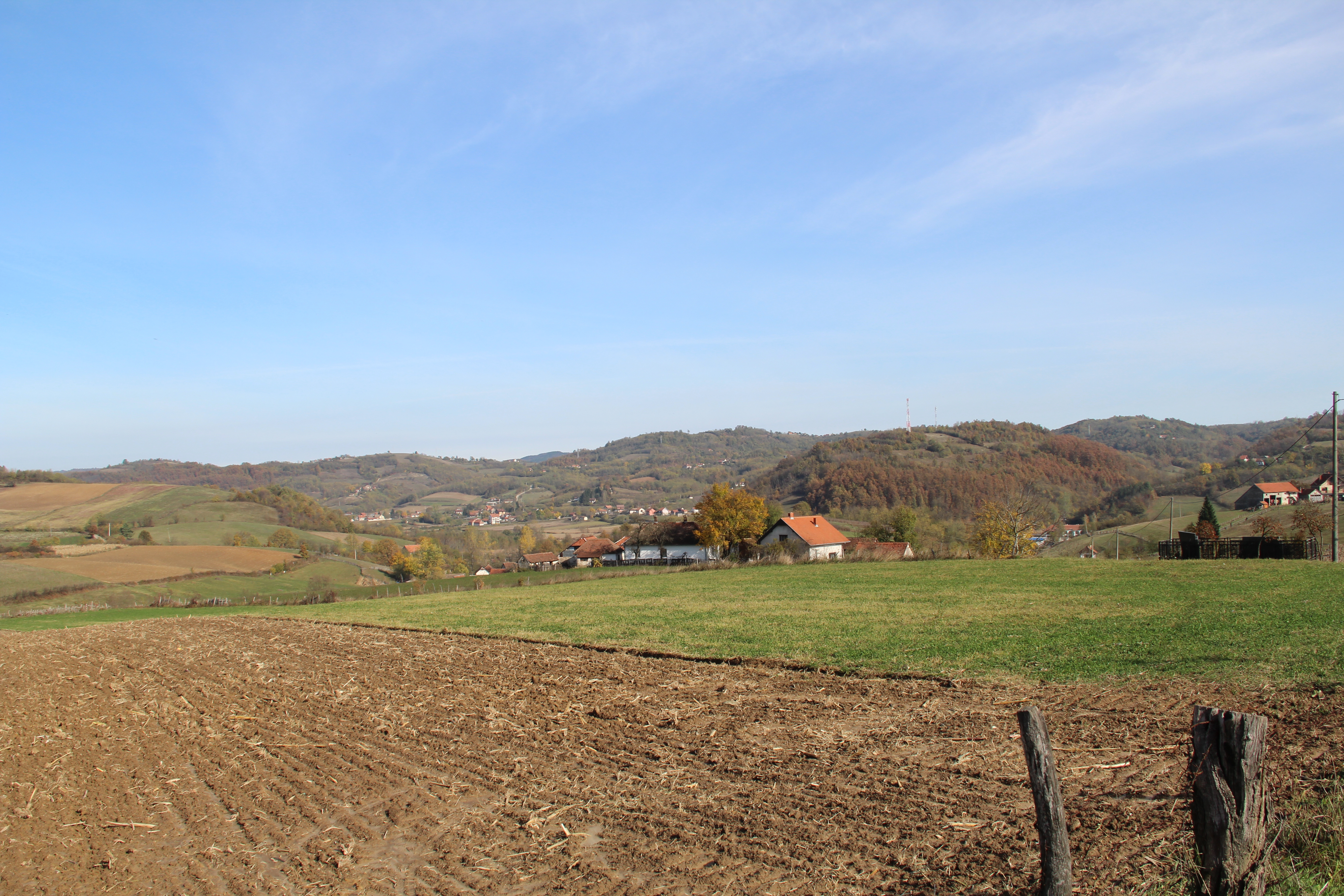
Komirić - panorama
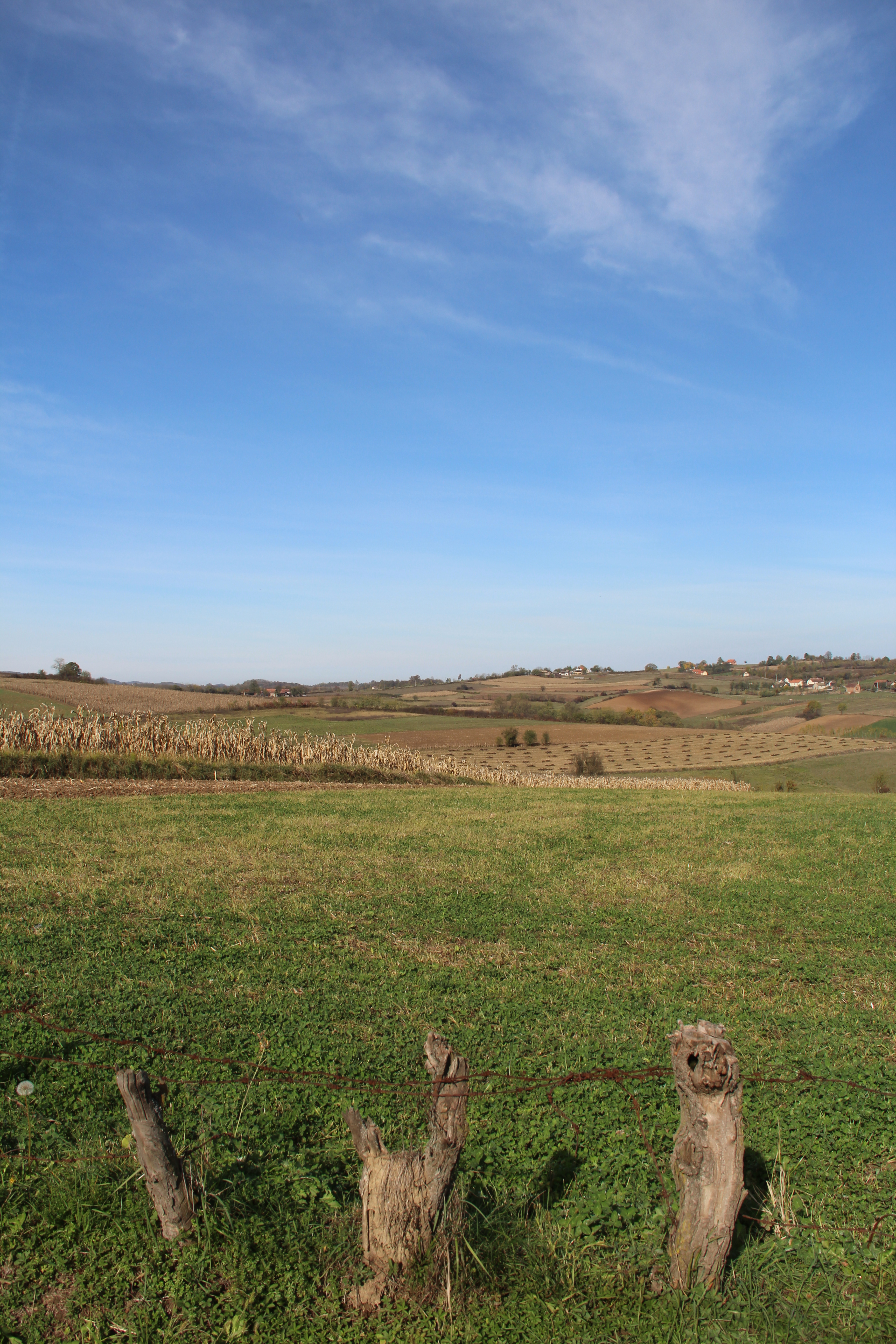
Komirić - panorama
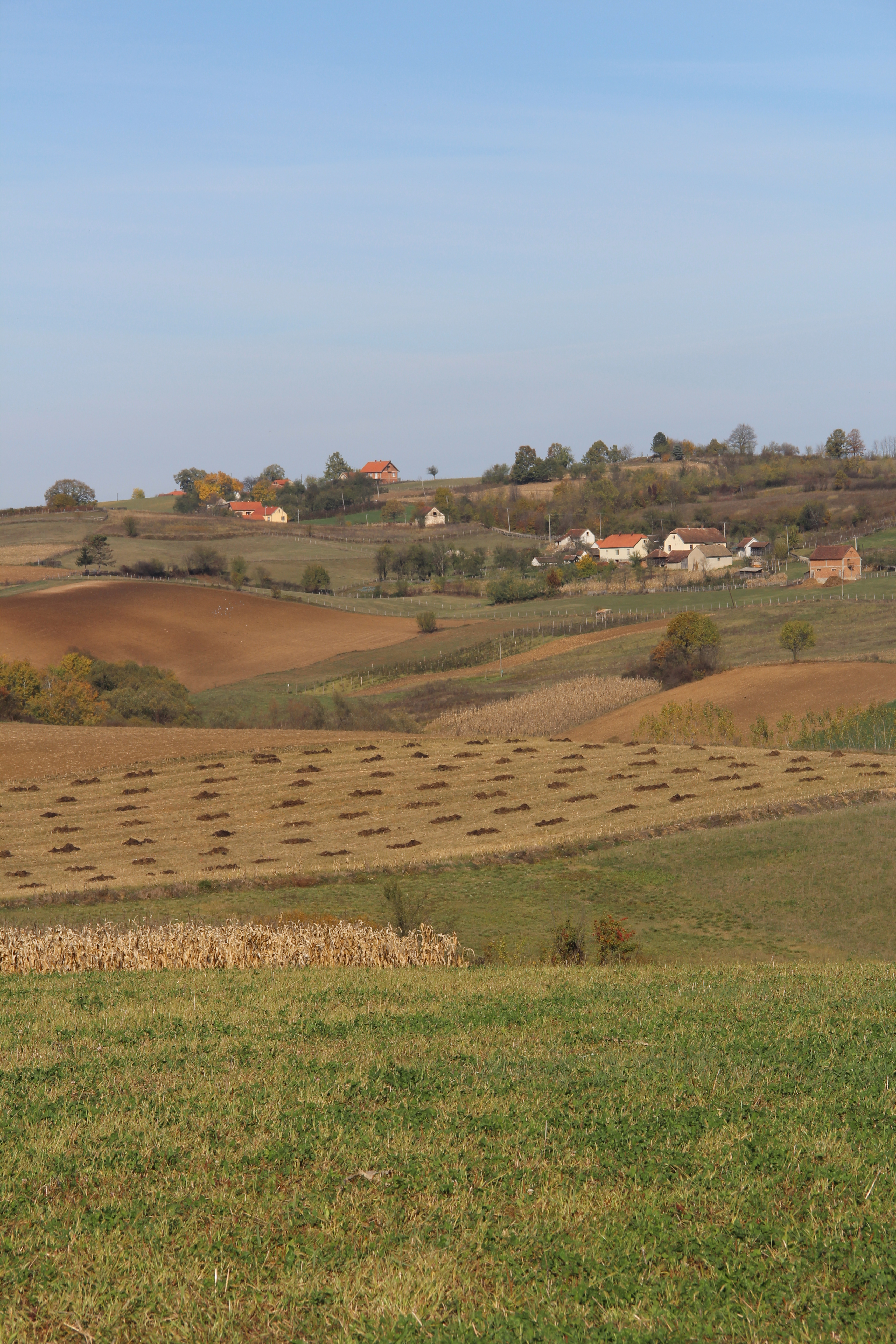
Komirić - panorama
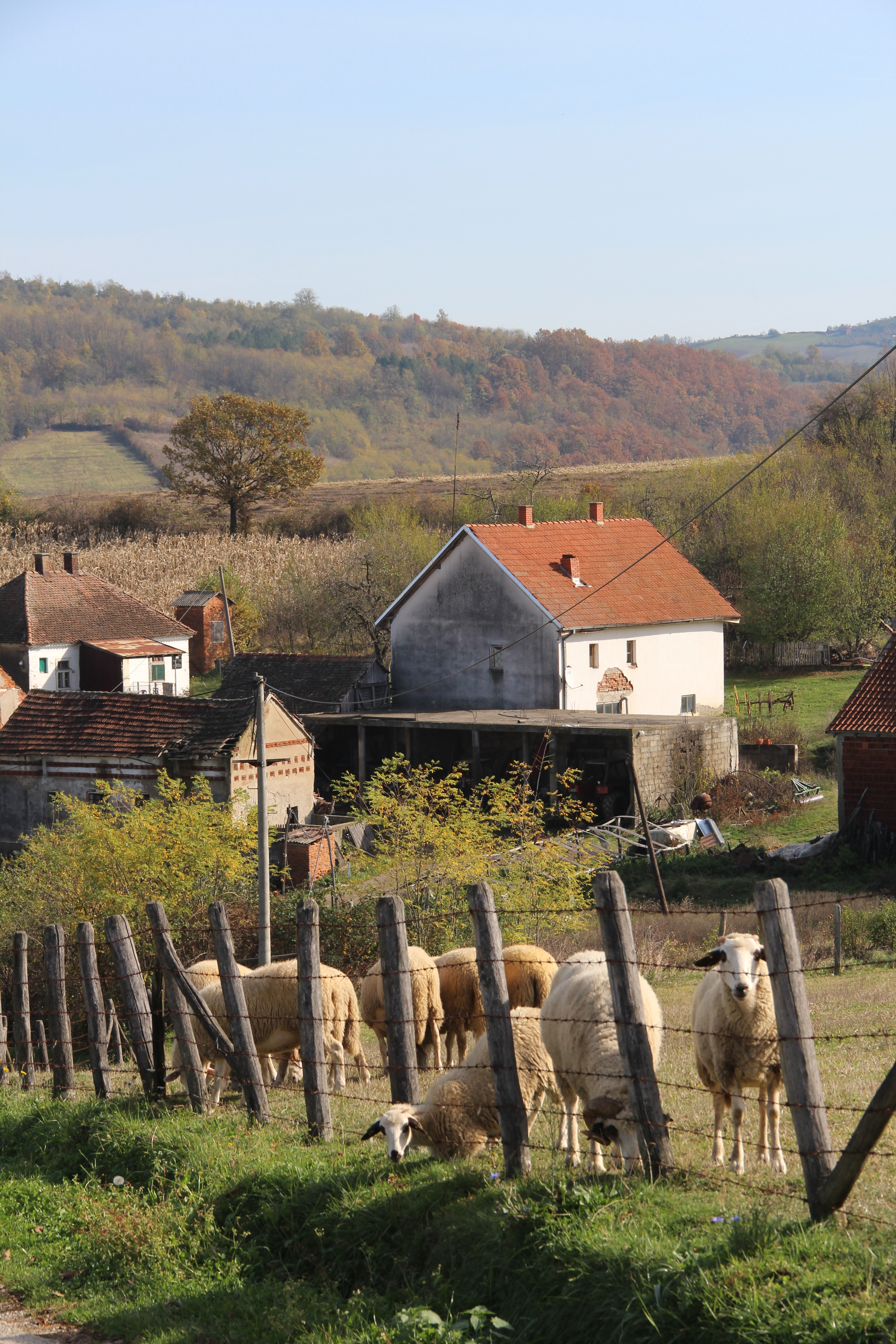
Komirić - panorama
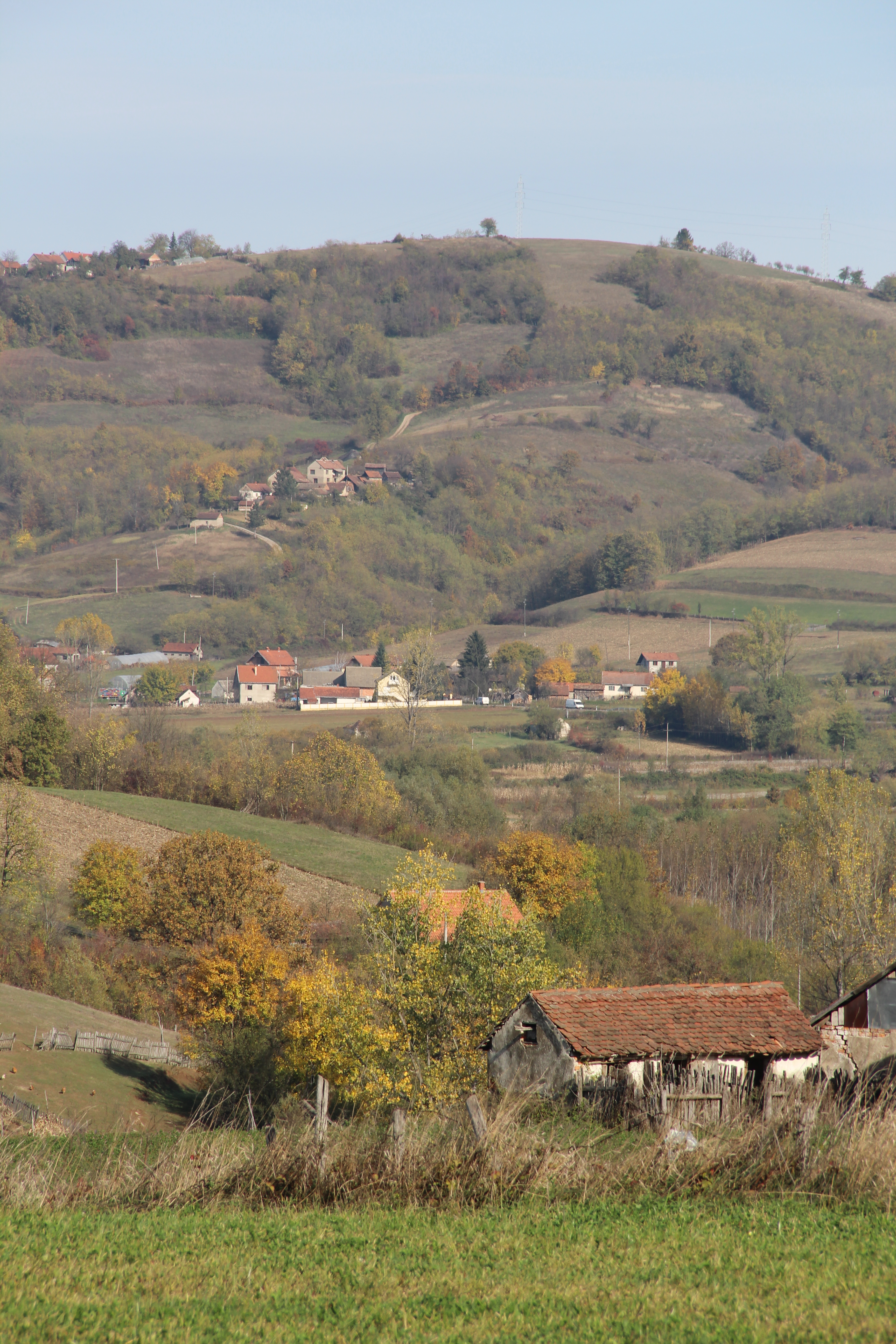
Komirić - panorama
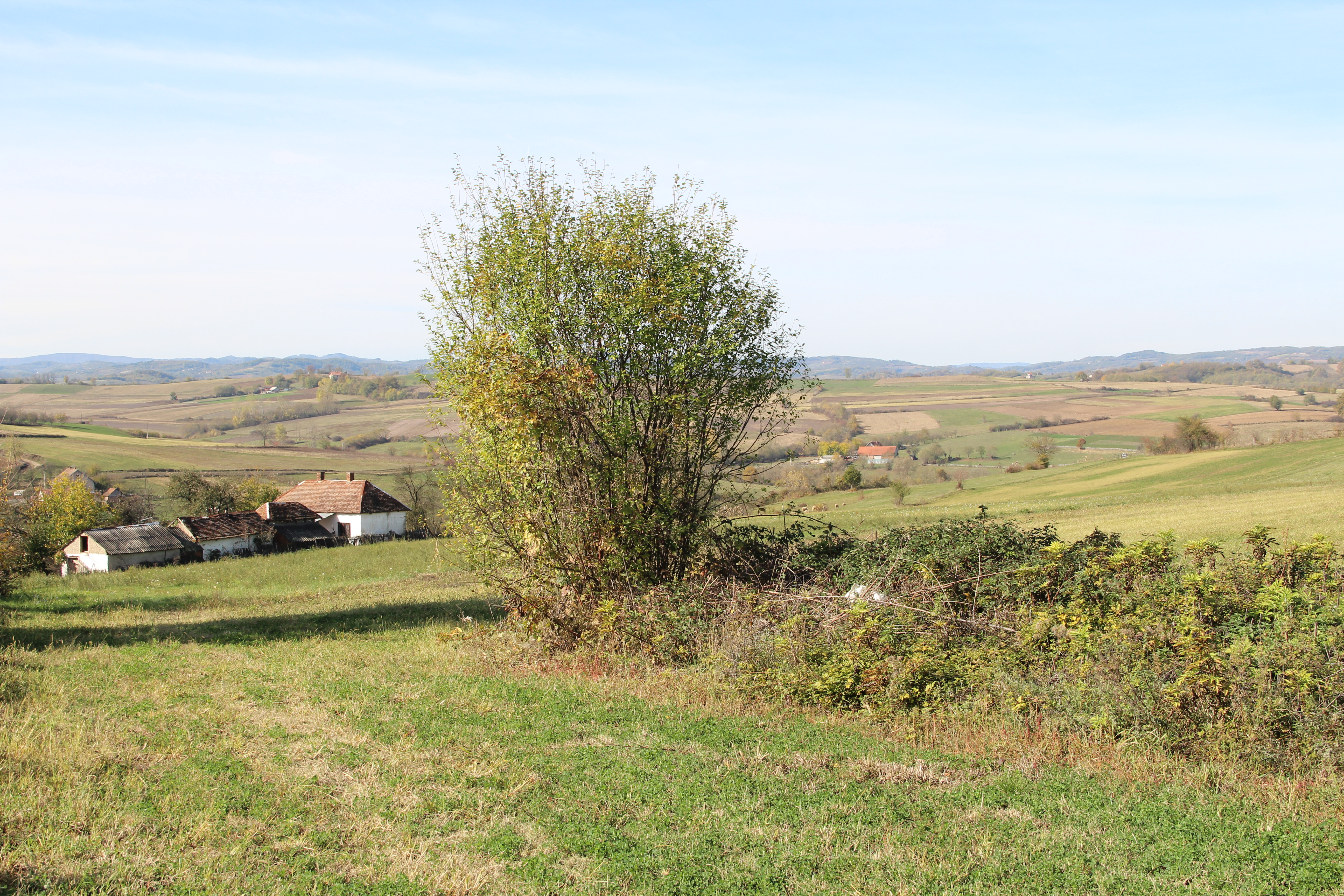
Komirić - panorama
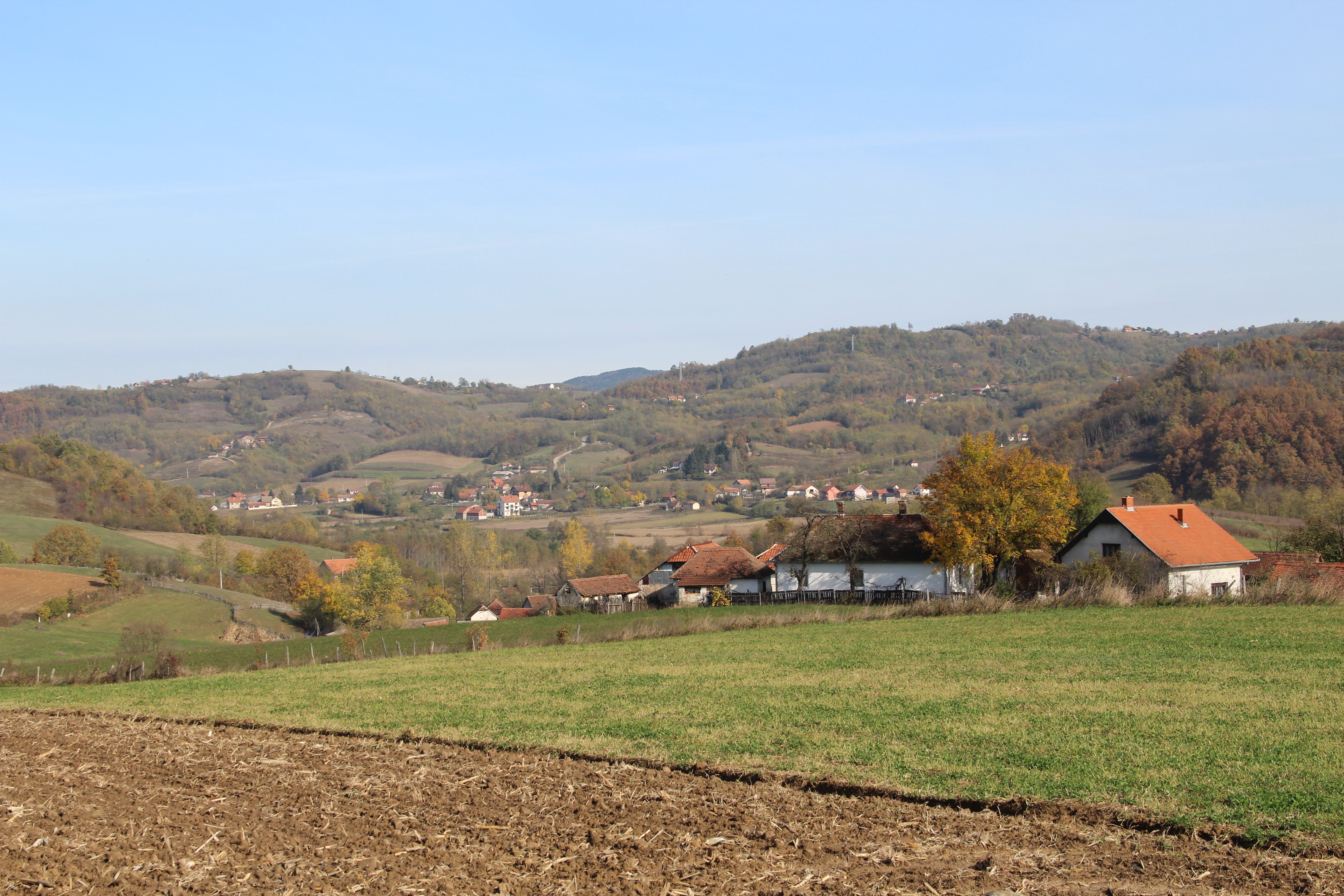
Komirić - panorama
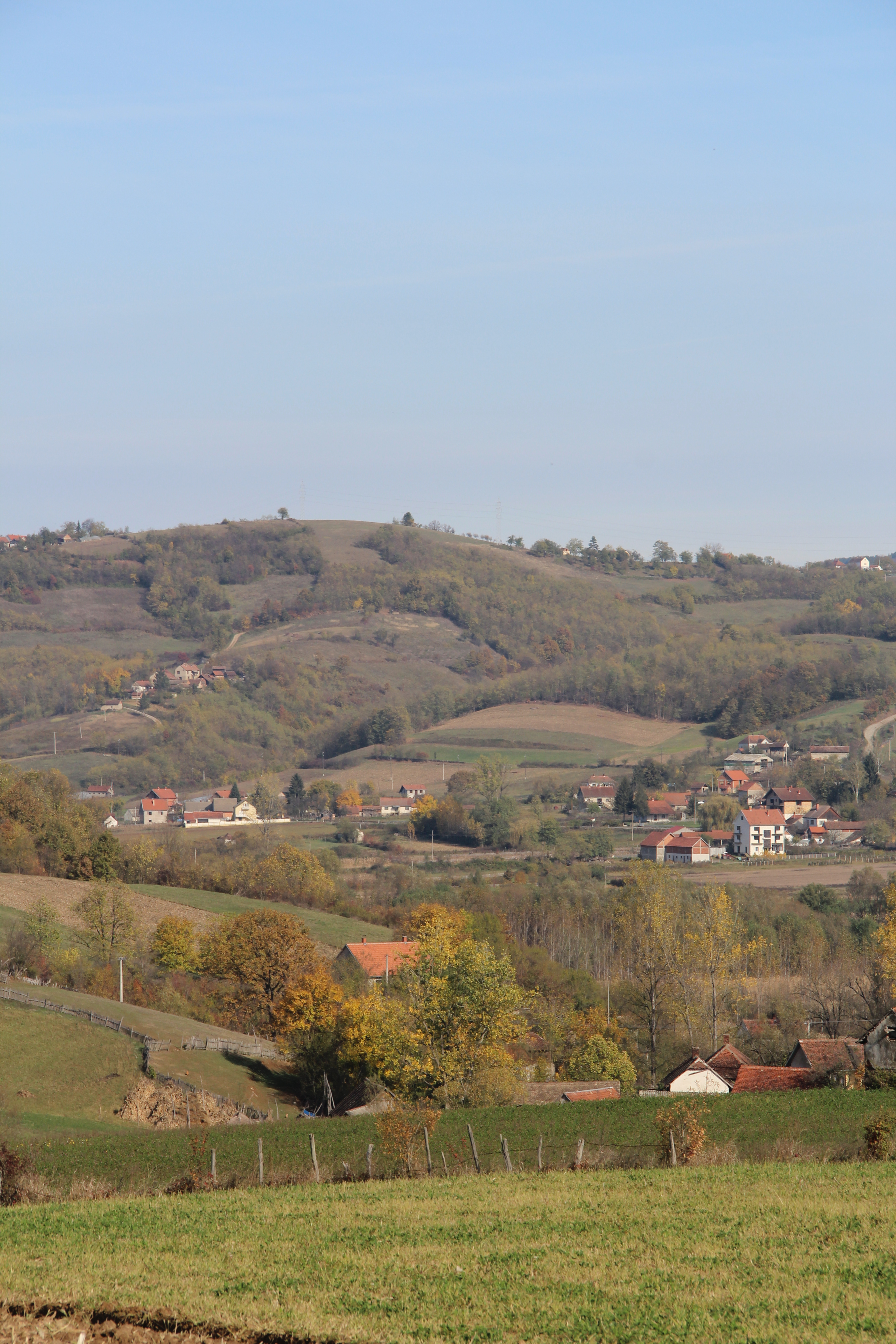
Komirić - panorama
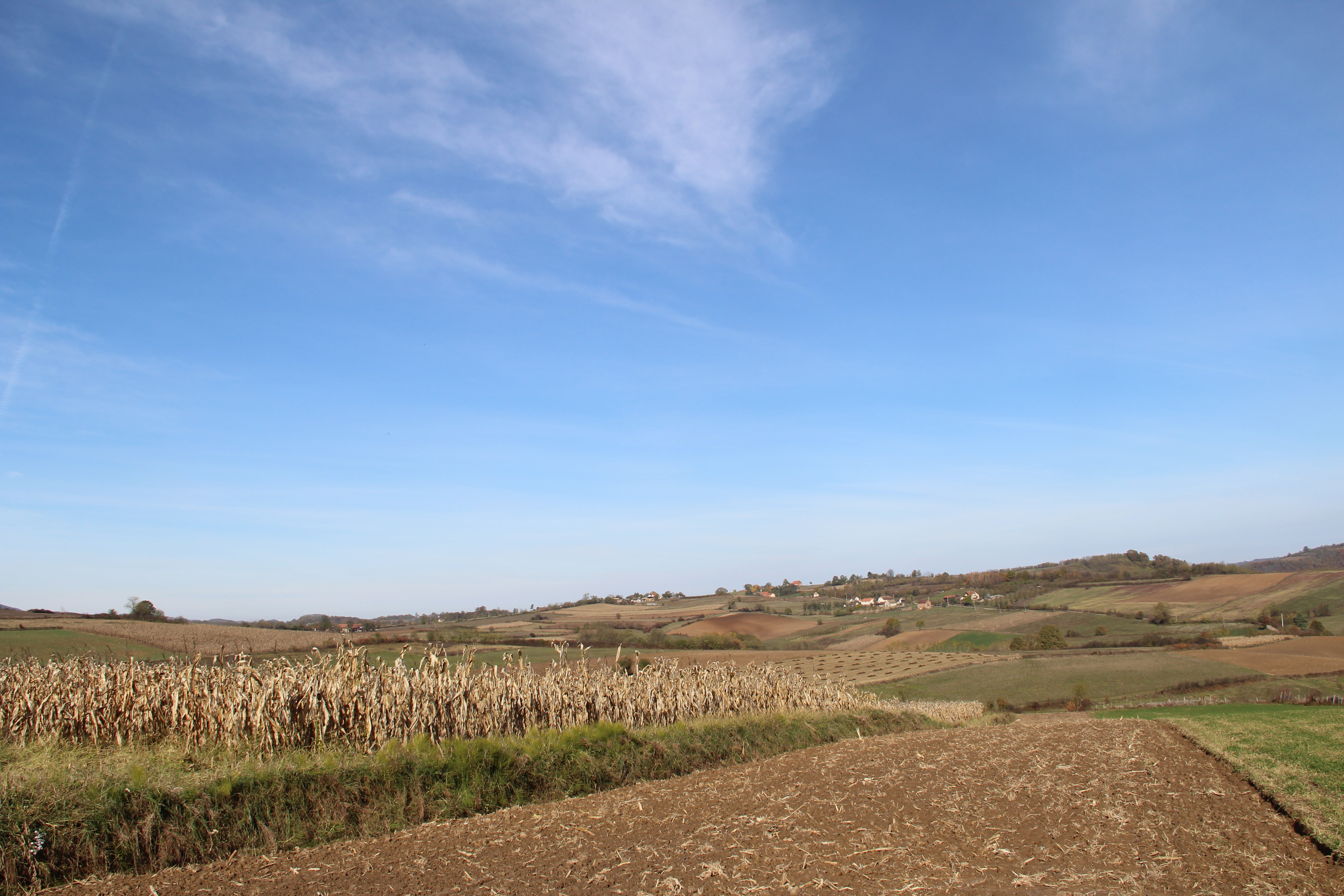
Komirić - panorama